# Michaël Cuisance
Michaël Bruno Dominique Cuisance (Estrasburgo, Francia, 16 de agosto de 1999) es un futbolista francés. Juega como centrocampista y su equipo es el Hertha Berlín de la 2. Bundesliga de Alemania.

## Trayectoria
Llegó con 17 años al Borussia Mönchengladbach, equipo en el que empezó su carrera profesional. En 2019 llegó al Bayern de Múnich y en su primera campaña alternó participaciones con el primer equipo y el filial. Para tener más minutos, en octubre de 2020 regresó a su país tras ser cedido una temporada al Olympique de Marsella. En su vuelta a Múnich jugó dos partidos en la primera parte del curso, por lo que a principios de 2022 fue traspasado al Venezia F. C. Tras un año en este equipo fue prestado a la U. C. Sampdoria. Allí completó la temporada y en septiembre volvió a Alemania para jugar en el VfL Osnabrück. Tras esta última cesión se quedó en el país, ya que en junio de 2024 fichó por el Hertha Berlín con el que firmó hasta 2027.

## Clubes
| Club                           | País     | Año       |
| ------------------------------ | -------- | --------- |
| Borussia Mönchengladbach       | Alemania | 2017-2019 |
| Bayern de Múnich               | Alemania | 2019-2022 |
| Olympique de Marsella (cedido) | Francia  | 2020-2021 |
| Venezia F. C.                  | Italia   | 2022-2024 |
| U. C. Sampdoria (cedido)       | Italia   | 2023      |
| VfL Osnabrück (cedido)         | Alemania | 2023-2024 |
| Hertha Berlín                  | Alemania | 2024-     |

## Palmarés

### Títulos nacionales
| Título                | Club                | País     | Año     |
| --------------------- | ------------------- | -------- | ------- |
| Bundesliga            | Bayern de Múnich    | Alemania | 2019-20 |
| 3. Liga               | Bayern de Múnich II | Alemania | 2019-20 |
| Copa de Alemania      | Bayern de Múnich    | Alemania | 2019-20 |
| Supercopa de Alemania | Bayern de Múnich    | Alemania | 2021    |

### Títulos internacionales
| Título                       | Club             | País     | Año     |
| ---------------------------- | ---------------- | -------- | ------- |
| Liga de Campeones de la UEFA | Bayern de Múnich | Portugal | 2019-20 |
| Supercopa de Europa          | Bayern de Múnich | Hungría  | 2020    |

### Distinciones individuales
| Distinción                                                           | Año  |
| -------------------------------------------------------------------- | ---- |
| Incluido en el once ideal del Campeonato de Europa Sub-19 de la UEFA | 2018 |
| Jugador de la temporada del Borussia Mönchengladbach                 | 2018 |